# MasterChef Italia (quinta edizione)
La quinta edizione del talent show culinario MasterChef Italia, composta da 12 puntate e 24 episodi, è andata in onda in prima serata su Sky Uno dal 17 dicembre 2015 al 3 marzo 2016.
La principale novità di questa stagione è rappresentata dall'ingresso di Antonino Cannavacciuolo come quarto giudice, dopo essere stato ospite per due puntate della precedente stagione.
La replica di questa edizione è andata in onda su TV8 dal 4 settembre al 20 novembre 2016.
A risultare vincitrice è la fisioterapista Erica Liverani, di Ravenna, che si è aggiudicata un assegno di 100.000 € e la possibilità di pubblicare un libro di ricette.
L'intera edizione è stata resa disponibile sul canale YouTube ufficiale di MasterChef Italia.

## Concorrenti
| Nome                   | Età | Città                     | Occupazione                         | Posizione | Prove vinte | Individuali | In brigata |
| ---------------------- | --- | ------------------------- | ----------------------------------- | --------- | ----------- | ----------- | ---------- |
| Erica Liverani         | 30  | Ravenna                   | Fisioterapista                      | 1º        | 11          | 5           | 6          |
| Alida Gotta            | 25  | Torino                    | Disoccupata                         | 2º        | 10          | 6           | 4          |
| Lorenzo De Guio        | 23  | Roana (VI)                | Macellaio                           | 3º        | 4           | 1           | 3          |
| Maradona Youssef       | 28  | Trieste                   | Studente di Scienze dell'Educazione | 4º        | 8           | 4           | 4          |
| Lucia Giorgi           | 50  | Brescia                   | Sindacalista                        | 5º        | 5           | 2           | 3          |
| Dario Baruffa          | 29  | Berra (FE)                | Disoccupato                         | 6º        | 5           | 2           | 3          |
| Rubina Rovini          | 34  | Pontedera (PI)            | Disoccupata                         | 7º        | 4           | 2           | 2          |
| Sylvie Rondeau         | 47  | Casciago (VA)             | Designer di moda                    | 8º        | 3           | 0           | 3          |
| Mattia D'Agostini      | 21  | Selvazzano Dentro (PD)    | Cameriere                           | 9º        | 5           | 2           | 3          |
| Giovanni Gaetani       | 26  | Gaeta (LT)                | Dottorando in filosofia             | 10º       | 4           | 2           | 2          |
| Andrea Torelli         | 33  | Borgo Valsugana (TN)      | Fotografo                           | 11º       | 2           | 0           | 2          |
| Laura Duchini          | 40  | Bellinzona (CH-TI)        | Disoccupata                         | 12º       | 5           | 1           | 4          |
| Maria "Marzia" Bellino | 57  | Casola Valsenio (RA)      | Farmacista                          | 13º       | 2           | 1           | 1          |
| Luigi Muraro           | 24  | Zevio (VR)                | Grafico                             | 14º       | 2           | 0           | 2          |
| Alice Pasquato         | 29  | Brenta (VA)               | Marketing manager                   | 15º       | 1           | 0           | 1          |
| Beatrice Ronconi       | 24  | Marmirolo (MN)            | Allevatrice di maiali               | 16º       | 0           | 0           | 0          |
| Francesco Amato        | 48  | Mestre (VE)               | Impiegato                           | 17º       | 2           | 1           | 1          |
| Sabina Babura          | 22  | Pavullo nel Frignano (MO) | Casalinga                           | 18º       | 1           | 0           | 1          |
| Ivana Fulvia Acciaioli | 61  | Prato                     | Maestra in pensione                 | 19º       | 0           | 0           | 0          |
| Jacopo Maraldi         | 22  | Cesenatico (FC)           | Studente di Giurisprudenza          | 20º       | 0           | 0           | 0          |

### Tabella delle eliminazioni
|             | 3                  | 3                  | 4                    | 4                    | 5                    | 5                    | 6                   | 6                   | 7                     | 7                     | 8                    | 8                    | 9                    | 9                    | 10                  | 10                  | 11                   | 11                   | 12                  | 12                  |  |  |  |  |  |  |  |  |  |
| Mystery Box | Rubina Alida Erica | Rubina Alida Erica | Maradona Alice Erica | Maradona Alice Erica | Alida Lucia Giovanni | Alida Lucia Giovanni | Marzia Alida Andrea | Marzia Alida Andrea | Maradona Alida Mattia | Maradona Alida Mattia | Alida Dario Giovanni | Alida Dario Giovanni | Lucia Lorenzo Rubina | Lucia Lorenzo Rubina | Erica Lorenzo Lucia | Erica Lorenzo Lucia | Alida Maradona Erica | Alida Maradona Erica | Erica Alida Lorenzo | Erica Alida Lorenzo |  |  |  |  |  |  |  |  |  |
| Erica       | SALVA              | PRIMI 9            | SALVA                | PRIMI 8              | SALVA                | PRIMI 10             | SALVA               | PRIMI 6             | PRIMA                 | PRIMI 5               | SALVA                | PRIMI 4              | ULTIMI 3             | ULTIMI 2             | ULTIMI 3            | ULTIMI 4            | ...ULTIMA...         | ULTIMI 2             | PRIMA               | VINCITRICE          |  |  |  |  |  |  |  |  |  |
| Alida       | SALVA              | PRIMI 9            | ULTIMI 3             | PRIMI 8              | SALVA                | PRIMI 10             | SALVA               | PRIMI 6             | SALVA                 | ULTIMI 6              | SALVA                | ULTIMI 5             | ULTIMI 3             | ULTIMI 4             | PRIMA               | PRIMA               | SALVA                | ULTIMI 3             | FINALISTA           | SECONDA             |  |  |  |  |  |  |  |  |  |
| Lorenzo     | SALVO              | PRIMI 9            | SALVO                | ULTIMI 9             | SALVO                | ULTIMI 5             | SALVO               | PRIMI 6             | SALVO                 | PRIMI 5               | SALVO                | ULTIMI 5             | SALVO                | ULTIMI 4             | ULTIMI 3            | ULTIMI 2            | SALVO                | PRIMO                | ELIMINATO           |                     |  |  |  |  |  |  |  |  |  |
| Maradona    | SALVO              | PRIMI 9            | SALVO                | PRIMI 8              | SALVO                | ULTIMI 5             | SALVO               | ULTIMI 7            | SALVO                 | ULTIMI 6              | SALVO                | PRIMI 4              | PRIMO                | PRIMI 3              | SALVO               | ULTIMI 4            | PRIMO                | ELIMINATO            |                     |                     |  |  |  |  |  |  |  |  |  |
| Lucia       | SALVA              | ULTIMI 10          | SALVA                | ULTIMI 9             | SALVA                | PRIMI 10             | SALVA               | ULTIMI 7            | ..ULTIMI.4..          | ULTIMI 6              | ULTIMI 3             | PRIMI 4              | SALVA                | PRIMI 3              | SALVA               | ELIMINATA           |                      |                      |                     |                     |  |  |  |  |  |  |  |  |  |
| Dario       | SALVO              | ULTIMI 10          | SALVO                | ULTIMI 9             | PRIMO                | PRIMI 10             | SALVO               | PRIMI 6             | SALVO                 | ULTIMI 6              | PRIMO                | ULTIMI 5             | SALVO                | PRIMI 3              | ELIMINATO           |                     |                      |                      |                     |                     |  |  |  |  |  |  |  |  |  |
| Rubina      | SALVA              | ULTIMI 10          | SALVA                | ULTIMI 9             | SALVA                | PRIMI 10             | SALVA               | ULTIMI 7            | ULTIMI 4              | PRIMI 5               | SALVA                | ULTIMI 5             | SALVA                | ELIMINATA            |                     |                     |                      |                      |                     |                     |  |  |  |  |  |  |  |  |  |
| Sylvie      | SALVA              | ULTIMI 10          | SALVA                | PRIMI 8              | SALVA                | ULTIMI 5             | ULTIMI 3            | ULTIMI 7            | SALVA                 | PRIMI 5               | SALVA                | PRIMI 4              | ELIMINATA            |                      |                     |                     |                      |                      |                     |                     |  |  |  |  |  |  |  |  |  |
| Mattia      | SALVO              | ULTIMI 10          | SALVO                | ULTIMI 9             | SALVO                | PRIMI 10             | PRIMO               | PRIMI 6             | SALVO                 | PRIMI 5               | ULTIMI 3             | ELIMINATO            |                      |                      |                     |                     |                      |                      |                     |                     |  |  |  |  |  |  |  |  |  |
| Giovanni    | SALVO              | ULTIMI 10          | ULTIMI 3             | PRIMI 8              | SALVO                | PRIMI 10             | SALVO               | ULTIMI 2            | PRIMO                 | ULTIMI 6              | ELIMINATO            |                      |                      |                      |                     |                     |                      |                      |                     |                     |  |  |  |  |  |  |  |  |  |
| Andrea      | SALVA              | PRIMI 9            | SALVA                | ULTIMI 9             | SALVO                | PRIMI 10             | SALVO               | ULTIMI 7            | ULTIMI 4              | ELIMINATO             |                      |                      |                      |                      |                     |                     |                      |                      |                     |                     |  |  |  |  |  |  |  |  |  |
| Laura       | PRIMA              | PRIMI 9            | SALVA                | PRIMI 8              | SALVA                | PRIMI 10             | ULTIMI 3            | PRIMI 6             | ULTIMI 4              | ELIMINATA             |                      |                      |                      |                      |                     |                     |                      |                      |                     |                     |  |  |  |  |  |  |  |  |  |
| Marzia      | ULTIMI 3           | ULTIMI 10          | SALVA                | PRIMI 8              | SALVA                | ULTIMI 5             | SALVA               | ELIMINATA           |                       |                       |                      |                      |                      |                      |                     |                     |                      |                      |                     |                     |  |  |  |  |  |  |  |  |  |
| Luigi       | SALVO              | ULTIMI 10          | SALVO                | PRIMI 8              | ULTIMI 3             | PRIMI 10             | ELIMINATO           |                     |                       |                       |                      |                      |                      |                      |                     |                     |                      |                      |                     |                     |  |  |  |  |  |  |  |  |  |
| Alice       | SALVA              | PRIMI 9            | SALVA                | ULTIMI 9             | ULTIMI 3             | ELIMINATA            |                     |                     |                       |                       |                      |                      |                      |                      |                     |                     |                      |                      |                     |                     |  |  |  |  |  |  |  |  |  |
| Beatrice    | SALVA              | ULTIMI 10          | SALVA                | ULTIMI 9             | ELIMINATA            |                      |                     |                     |                       |                       |                      |                      |                      |                      |                     |                     |                      |                      |                     |                     |  |  |  |  |  |  |  |  |  |
| Francesco   | SALVO              | PRIMI 9            | PRIMO                | ELIMINATO            |                      |                      |                     |                     |                       |                       |                      |                      |                      |                      |                     |                     |                      |                      |                     |                     |  |  |  |  |  |  |  |  |  |
| Sabina      | ULTIMI 3           | PRIMI 9            | ELIMINATA            |                      |                      |                      |                     |                     |                       |                       |                      |                      |                      |                      |                     |                     |                      |                      |                     |                     |  |  |  |  |  |  |  |  |  |
| Ivana       | SALVA              | ELIMINATA          |                      |                      |                      |                      |                     |                     |                       |                       |                      |                      |                      |                      |                     |                     |                      |                      |                     |                     |  |  |  |  |  |  |  |  |  |
| Jacopo      | ELIMINATO          |                    |                      |                      |                      |                      |                     |                     |                       |                       |                      |                      |                      |                      |                     |                     |                      |                      |                     |                     |  |  |  |  |  |  |  |  |  |

     Il concorrente è il vincitore dell'intera edizione

     Il concorrente è il vincitore dell’invention test 

     Il concorrente fa parte della squadra vincente ed è salvo

     Il concorrente è vincitore della sfida esterna ed è salvo

     Il concorrente fa parte della squadra perdente ma non deve affrontare il Pressure Test

     Il concorrente fa parte della squadra perdente, deve affrontare il Pressure Test e si salva

     Il concorrente è il peggiore del Pressure Test, affronta il duello e si salva 

     Il concorrente non partecipa alla sfida esterna, affronta direttamente il duello e si salva

     Il concorrente non partecipa alla sfida esterna e affronta direttamente il Pressure Test

     Il concorrente è tra i peggiori ma non è eliminato

     Il concorrente è eliminato

     Il concorrente accede alla sfida finale 

     Il concorrente perde la sfida finale 

## Dettaglio delle puntate

### Prima puntata
Data: giovedì 17 dicembre 2015

#### Episodi 1 e 2 (provini)
Solo 100 degli aspiranti cuochi sono entrati nella cucina di Masterchef Italia.
Giudicati da Bruno Barbieri, Joe Bastianich, Antonino Cannavacciuolo e Carlo Cracco, i concorrenti hanno dato del loro meglio, ma solo uno di quei 100 riuscirà a diventare il 5° Masterchef italiano

### Seconda puntata
Data: giovedì 24 dicembre 2015

#### Episodi 3 e 4 (selezioni)
I concorrenti che superano i giudici ora sono nell'hangar per convincerli ancora. Quelli che hanno ottenuto quattro sì devono preparare una zuppa di verdure. I giudici assaggiano e decretano l'ingresso di Mattia, Ivana, Rubina, Beatrice, Lorenzo, Alida ed Erica. Pasquale, Giorgio, Marzia e Carolina tornano invece in postazione per cucinare di nuovo.
Sono rimasti in 32 concorrenti, che vengono divisi in otto file dai giudici, i quali assegnano ad ogni coppia di file un ingrediente specifico.
La prima e la seconda fila vengono giudicate da Antonino Cannavacciuolo, che assegna loro la scamorza affumicata (Marzia e Andrea entrano nella Masterclass, mentre si tolgono il grembiule Mariagrazia, Gianluca e Pasquale. Gioela, Carolina e Giorgio tornano in postazione);
la terza e la quarta da Joe Bastianich, che sceglie la vongola (Giovanni entra nella Masterclass, mentre si tolgono il grembiule Alessio, Veronica e Alessandro. Dario, Alice, Elisa e Maradona tornano in postazione);
la quinta e la sesta da Carlo Cracco, che decide per la melanzana (Sylvie, Francesco e Lucia entrano nella Masterclass, mentre si tolgono il grembiule Gianluca, Antonino e Marilde. Sabina e Valeria tornano in postazione);
la settima e l'ottava dovranno cucinare la cipolla dolce di Medicina affidata loro da Bruno Barbieri (Luigi, Laura e Jacopo entrano nella Masterclass, mentre si tolgono il grembiule Gianni e Kevin. Giacomo, Alessia e Ignazio tornano in postazione).
I 12 concorrenti rimasti devono preparare un piatto usando i quattro ingredienti, e alla fine si aggiungono alla MasterClass Alice, Sabina, Maradona e Dario, mentre Carolina, Valeria, Ignazio, Giacomo, Gioela, Elisa, Giorgio e Alessia si tolgono il grembiule.

### Terza puntata
Data: giovedì 31 dicembre 2015

#### Episodio 5
Partecipanti: Alice, Alida, Andrea, Beatrice, Dario, Erica, Francesco, Giovanni, Ivana, Jacopo, Laura, Lorenzo, Lucia, Luigi, Maradona, Marzia, Mattia, Rubina, Sabina, Sylvie.
- Mystery Box
  - Ingredienti: quaglia, uva, latte, farro spezzato, pinoli, fave fresche, castelmagno, speck, prezzemolo, funghi cardoncelli e un uovo, contenuto in una piccola Mystery Box da aprire negli ultimi dieci minuti.
  - Piatti migliori: Insalata di farro (Erica), La prima volta (Rubina), Farro croccante, consistenza liquida (Alida).
  - Vincitore: Rubina.
- Invention Test
  - Tema: la vita di Antonino Cannavacciuolo.
  - Proposte: Frittulillo napoletano su crema di patate aromatizzate e cipolla, Coscia di coniglio farcita con scampo, carciofo e uova di salmone, Ravioli di melanzana, petali di pomodoro e ricotta stagionata. Rubina sceglie la seconda proposta.
  - Piatto migliore: Laura.
  - Piatti peggiori: Marzia, Jacopo, Sabina.
  - Eliminato: Jacopo. Marzia riceve il grembiule nero per scontrarsi con la squadra peggiore della prova in esterna al Pressure Test.

#### Episodio 6
Partecipanti: Alice, Alida, Andrea, Beatrice, Dario, Erica, Francesco, Giovanni, Ivana, Laura, Lorenzo, Lucia, Luigi, Maradona, Mattia, Rubina, Sabina, Sylvie.
- Prova in Esterna
  - Sede: Riccione.
  - Ospiti: 100 bagnini.
  - Tema: piatti tradizionali della Romagna.
  - Squadra blu: Ivana (caposquadra), Beatrice, Dario, Giovanni, Lucia, Luigi, Mattia, Rubina, Sylvie.
  - Squadra rossa: Laura (caposquadra), Alice, Alida, Andrea, Erica, Francesco, Lorenzo, Maradona, Sabina.
  - Piatti del menù: Piadina con la saraghina, Passatelli con brodo di pesce (Squadra rossa), Cassone alle erbe, Strozzapreti con strigoli (squadra blu), Ciambellone romagnolo (entrambe le squadre).
  - Vincitori: squadra rossa.
- Pressure Test
  - Sfidanti: Beatrice, Dario, Giovanni, Ivana, Lucia, Luigi, Mattia, Marzia, Rubina, Sylvie. I giudici decidono di salvare due dei componenti e salvano Lucia e Rubina.
  - Prima prova: riconoscere 30 specie diverse tra pesci, crostacei e molluschi (si salvano Luigi e Marzia).
  - Seconda prova: sfilettare un rombo (si salvano Dario e Mattia).
  - Terza prova: realizzare un piatto a base di rombo (si salvano Beatrice, Giovanni e Sylvie).
  - Eliminata: Ivana.

### Quarta puntata
Data: giovedì 7 gennaio 2016

#### Episodio 7
Partecipanti: Alice, Alida, Andrea, Beatrice, Dario, Erica, Francesco, Giovanni, Laura, Lorenzo, Lucia, Luigi, Maradona, Marzia, Mattia, Rubina, Sabina, Sylvie.
- Mystery Box
  - Tema: l'errore (l'aver "accidentalmente" scelto tutti ingredienti grassi).
  - Ingredienti: mortadella, storione, lardo di montagna, patata americana, burro, panna, cocco, avocado, cavolo romano e straculo di maiale; i concorrenti hanno a disposizione, per correggere gli ingredienti grassi, un solo ingrediente acido, a scelta tra aceto di vino rosso, limone, rafano e acetosella.
  - Piatti migliori: Arrosto col dito (Maradona), Arrosto con straculo (Alice), Laghi, monti e tradizioni (Erica).
  - Vincitore: Maradona.
- Invention Test
  - Tema: il tempo.
  - Proposte: passato, presente, futuro e imperfetto. Maradona sceglie il cestino dell'imperfetto, che contiene burro d'arachidi, bacon, carne trita, mozzarella, peperoni, quinoa, datterino giallo e pangrattato, da cucinare liberamente. Maradona ha anche il vantaggio di assegnare un cestino diverso ad altri quattro concorrenti, e assegna ad Alida, Andrea, Beatrice e Luigi il cestino del presente, contenente palamita, lime, zenzero, zucchine, riso basmati, menta, sesamo, paprika, miele e scalogno.
  - Piatto migliore: Indicativo imperfetto (Francesco).
  - Piatti peggiori: IQ 84 (Alida), Become what you are (Giovanni), Imperfezione (Sabina).
  - Eliminata: Sabina.

#### Episodio 8
Partecipanti: Alice, Alida, Andrea, Beatrice, Dario, Erica, Francesco, Giovanni, Laura, Lorenzo, Lucia, Luigi, Maradona, Marzia, Mattia, Rubina, Sylvie.
- Prova in Esterna
  - Sede: Orgosolo.
  - Ospiti: 60 pastori sardi.
  - Tema: la cucina sarda.
  - Squadra blu: Sylvie (caposquadra), Alida, Erica, Giovanni, Laura, Luigi, Maradona, Marzia.
  - Squadra rossa: Francesco (caposquadra), Alice, Andrea, Beatrice, Dario, Lorenzo, Lucia, Mattia, Rubina. Francesco ha il vantaggio di affrontare la prova 9 contro 8.
  - Piatti del menù: Malloreddus con ragù di pecora, Maialino arrosto con contorno a scelta, Seadas (entrambe le squadre).
  - Vincitore: squadra blu.
- Pressure Test
  - Sfidanti: Alice, Andrea, Beatrice, Dario, Francesco, Lorenzo, Lucia, Mattia, Rubina. Francesco deve chiamare una persona che lo raggiungerà sotto la balconata e sceglie Rubina. I due si dovranno sfidare al Pressure Test scegliendo un compagno di squadra, rispettivamente Dario e Lucia. Alice, Andrea, Beatrice, Lorenzo e Mattia sono, invece, salvi da subito.
  - Prima prova: preparare un piatto di spaghetti alla chitarra con sugo di crostacei e molluschi in 20 minuti (si salvano Lucia e Rubina).
  - Seconda prova: preparare un piatto a base di nespola in 15 minuti (si salva Dario).
  - Eliminato: Francesco.

### Quinta puntata
Data: giovedì 14 gennaio 2016

#### Episodio 9
Partecipanti: Alice, Alida, Andrea, Beatrice, Dario, Erica, Giovanni, Laura, Lorenzo, Lucia, Luigi, Maradona, Marzia, Mattia, Rubina, Sylvie.
- Mystery Box
  - Ingredienti: carré di agnello, bietole, rabarbaro, yogurt, cicerchie, pistacchi, farina di mais, parmigiano, acciughe sott'olio, uova. Gli ingredienti vanno cucinati a piacere in 60 minuti, usandoli tutti o solo alcuni, e per i primi 10 minuti i concorrenti hanno la possibilità di andare in dispensa e cambiare un ingrediente qualsiasi con uno a loro scelta.
  - Piatti migliori: Il salto (Lucia), Quando Lucio Fontana incontra Schopenhauer (Giovanni), Agnello in crosta di pistacchi (Alida).
  - Vincitore: Alida.
- Invention Test
  - Tema: la libertà. I concorrenti hanno anche in questa prova la possibilità di cucinare ciò che vogliono, con ingredienti a propria scelta, e Alida ha la possibilità di fare la spesa e cucinare il proprio piatto accanto a Carlo Cracco, che "partecipa" anch'esso alla prova.
  - Piatto migliore: Risotto di gamberi al mojito (Dario).
  - Piatti peggiori: Orata in visita a Mantova (Beatrice), Anatra di montagna che vola verso oriente (Alice), Ciuffo ribelle (Luigi).
  - Eliminata: Beatrice.

#### Episodio 10
Partecipanti: Alida, Alice, Andrea, Dario, Erica, Giovanni, Laura, Lorenzo, Lucia, Luigi, Maradona, Marzia, Mattia, Rubina, Sylvie.
- Prova in esterna
  - Sede: Abbiategrasso, Convento dell'Annunciata.
  - Ospiti: 60 milanesi.
  - Squadra blu: Bruno Barbieri (caposquadra), Alice, Dario, Laura, Lorenzo, Lucia, Mattia, Rubina, Sylvie.
  - Squadra rossa: Antonino Cannavacciuolo (caposquadra), Alida, Andrea, Erica, Luigi, Giovanni, Maradona, Marzia.
  - Piatti del menù: Pizza di spaghetti, Caponata alla napoletana, Salsiccia e friarielli, Torta caprese (squadra rossa), Involtini di carne marinata, Insalata di fregola con vongole veraci e verdure croccanti, Polpettine di coniglio, Zuppa di ciliegie con ricotta (squadra blu).
  - Vincitori: gli chef capitani delle due squadre scelgono di salvare Alida, Andrea, Dario, Erica, Giovanni, Laura, Luigi, Lucia, Mattia e Rubina.
- Pressure Test
  - Sfidanti: Alice, Lorenzo, Maradona, Marzia, Sylvie. La prova è suddivisa in 4 duelli (replicare dei piatti a scelta tra quelli offerti dai giudici) e al termine di ogni prova lo sconfitto sceglie il prossimo concorrente da sfidare. I cuochi salvi scelgono Marzia, la quale a sua volta sceglie Maradona.
  - Prima prova: preparare un tiramisù (si salva Marzia).
  - Seconda prova: preparare un hamburger (si salva Lorenzo).
  - Terza prova: preparare un'insalata russa (si salva Maradona).
  - Quarta prova: preparare un fritto misto all'italiana (si salva Sylvie).
  - Eliminata: Alice.

### Sesta puntata
Data: giovedì 21 gennaio 2016

#### Episodio 11
Partecipanti: Alida, Andrea, Dario, Erica, Giovanni, Laura, Lorenzo, Lucia, Luigi, Maradona, Marzia, Mattia, Rubina, Sylvie.
- Mystery Box
  - Tema: il nero.
  - Ingredienti: cioccolato puro, caviale, mais nero, riso Venere, nero di seppia, sesamo nero, more, pane nero, aglio nero e fagioli neri. I giudici spiegano che i concorrenti possono abbinare gli ingredienti neri con ingredienti di altri colori e scegliere tra bianco, rosso, giallo o verde.
  - Piatti migliori: Campania (Marzia), Riso nero, zucchine, fagioli e cacao amaro (Alida), Autoscatto in nero e bianco (Andrea).
  - Vincitore: Marzia.
- Invention Test
  - Tema: la pasticceria.
  - Ospite: Iginio Massari
  - Proposta: preparare un cabaret di 15 pasticcini suddivisi tra un bignè, una tartelletta di frutta e un pasticcino a propria scelta, con cinque pezzi di ognuno. Marzia ha il vantaggio di poter chiedere tutti i consigli che desidera a Massari, di avere a disposizione un quaderno sul quale prendere appunti e di togliere a due avversari uno strumento indispensabile in pasticceria, la planetaria. Marzia decide di togliere questo strumento a Sylvie e Rubina.
  - Vassoio migliore: Mattia.
  - Vassoi peggiori: Sylvie, Laura, Luigi.
  - Eliminato: Luigi.

#### Episodio 12
Partecipanti: Alida, Andrea, Dario, Erica, Giovanni, Laura, Lorenzo, Lucia, Maradona, Marzia, Mattia, Rubina, Sylvie.
- Prova in Esterna
  - Sede: Tavullia, Motor Ranch.
  - Ospiti: Valentino Rossi e lo staff del Motor Ranch.
  - Squadra blu: Mattia (caposquadra), Alida, Dario, Erica, Laura, Lorenzo.
  - Squadra rossa: Andrea (caposquadra), Giovanni, Lucia, Maradona, Marzia, Sylvie; durante la prova Andrea decide di sostituire Sylvie con Rubina, lasciata inizialmente fuori dalla gara per scelta di Mattia. Sylvie può essere a sua volta chiamata da entrambe le due squadre, ma ciò non accade, quindi va direttamente al Pressure Test.
  - Piatti del menù: Grigliata mista di carne, bruschetta al pomodoro, insalata di fagioli, peperonata (entrambe le squadre).
  - Vincitori: squadra blu.
- Pressure Test
  - Sfidanti: Andrea, Giovanni, Maradona, Marzia, Rubina, Sylvie. I giudici decidono di salvare Lucia in quanto la migliore tra i suoi compagni. La prova si divide in tre step, e per ogni step gli aspiranti chef si sfidano tre a tre, con i gruppi scelti da Lucia.
  - Prove: estrarre correttamente con le mani quattro fegatini da otto interiora di pollo; aprire una testa d'aglio con le mani e pulirne cinque spicchi alla perfezione; estrarre, usando degli stuzzicadenti, 25 molluschi dalla conchiglia di 25 lumachine di mare (si salvano Andrea, Maradona, Rubina e Sylvie).
- Duello
  - Sfidanti: Giovanni, Marzia.
  - Prova: realizzare un piatto a base di lumachine di mare, aglio di Voghiera e fegatini di pollo (si salva Giovanni).
  - Eliminata: Marzia.

### Settima puntata
Data: giovedì 28 gennaio 2016

#### Episodio 13
Partecipanti: Alida, Andrea, Dario, Erica, Giovanni, Laura, Lorenzo, Lucia, Maradona, Mattia, Rubina, Sylvie.
- Mystery box
  - Tema: il furto (ogni concorrente ha potuto rubare un ingrediente ad uno dei propri avversari).
  - Ingredienti: aragosta, trippa, pomodoro ramato, arancia, miele di castagno, mela verde, funghi shitake, insalata riccia, finocchio, cime di rapa.
  - Piatti migliori: Aragosta adagiata vicino l'erba (Mattia), La natura (Maradona), Think green (Alida).
  - Vincitore: Maradona.
- Invention test
  - Proposta: preparare un pasticcio di luccio in sfoglia con salsa beurre blanc allo zenzero, una ricetta del '500. I concorrenti dovranno cucinare il piatto in coppie scelte da Maradona, lavorando a staffetta.
  - Coppie scelte: Maradona e Alida, Erica e Giovanni, Lorenzo e Mattia, Laura e Lucia, Dario e Sylvie, Rubina e Andrea.
  - Coppia migliore: Erica e Giovanni.
  - Coppie peggiori: Laura e Lucia, Rubina e Andrea
  - Coppia peggiore: Laura e Lucia (le due concorrenti non vengono eliminate ma dovranno affrontarsi direttamente nel duello).

#### Episodio 14
Partecipanti: Alida, Andrea, Dario, Erica, Giovanni, Lorenzo, Maradona, Mattia, Rubina, Sylvie.
- Prova in esterna
  - Sede: fiume Po, Motonave Stradivari.
  - Ospiti: 25 produttori alimentari della Valle del Po.
  - Squadra blu: Erica (caposquadra), Lorenzo, Mattia, Rubina, Sylvie.
  - Squadra rossa: Giovanni (caposquadra), Alida, Andrea, Dario, Maradona.
  - Ingredienti scelti dai caposquadra: riso Carnaroli, rane, asparago, gambero di laguna, cozze, gallina, cipolla, peperone, salva cremasco, melone (squadra rossa), maiale, ciliegie, lumache, parmigiano, radicchio, aglio, mostarda, menta, farina e fagioli (squadra blu).
  - Vincitori: squadra blu.
- Duello
  - Sfidanti: Laura, Lucia (la coppia peggiore del precedente Invention Test).
  - Prova: preparare una crêpe dolce flambé in 15 minuti (si salva Lucia).
  - Eliminata: Laura.
- Pressure test
  - Sfidanti: Alida, Andrea, Dario, Giovanni, Lucia, Maradona.
  - Prova: preparare un piatto usando rana pescatrice, ceci, fagiolini e lardo in 25 minuti. Nell'ultimo quarto d'ora Cracco, Barbieri e Bastianich aggiungono un ingrediente a testa da usare obbligatoriamente, rispettivamente formaggio allo yogurt speziato, bottarga di muggine e pane guttiau bagnato (si salvano Alida, Dario, Giovanni, Lucia e Maradona).
  - Eliminato: Andrea.

### Ottava puntata
Data: giovedì 4 febbraio 2016

#### Episodio 15
Partecipanti: Alida, Dario, Erica, Giovanni, Lorenzo, Lucia, Maradona, Mattia, Rubina, Sylvie.
- Mystery box
  - Ingredienti: dieci barattoli che i concorrenti scelgono a loro piacimento senza poterli aprire, contenenti: anguilla, testicoli di toro, prugne, patate, rapanelli, crescenza, cipollotto, melanzane, amaranto, liquirizia. Gli chef cucineranno con Bruno Barbieri, il quale partecipa alla prova iniziando con 10 minuti di ritardo.
  - Piatti migliori: Ci vuole fegato a fare un'anguilla glassata (Dario), Quelle di Ulisse (Giovanni), Nascosto nel buio (Alida).
  - Vincitore: Alida.
- Invention test
  - Tema: l'alta cucina.
  - Ospite: Gianfranco Vissani.
  - Proposte: Foie gras al tandoori con crema di mandorle, avocado, julienne di pastinaca e olive taggiasche, Capasanta alla canna bruciata, passion fruit scottato al coriandolo con muschio brasato e zucca, Lasagna di noce pecan con crudo di vitella alla maggiorana, pepe del Nepal e piccole bucce di fave. Alida sceglie la seconda proposta. Il compito dei concorrenti è realizzare una portata con gli ingredienti del piatto di Vissani.
  - Piatto migliore: Passione capasanta (Dario).
  - Piatti peggiori: Tra le righe (Mattia), Hide and seek (Giovanni), La rifiorita (Lucia).
  - Eliminato: Giovanni.

#### Episodio 16
Partecipanti: Alida, Dario, Erica, Lorenzo, Lucia, Maradona, Mattia, Rubina, Sylvie.
- Prova in esterna
  - Sede: Valencia.
  - Ospiti: 25 falleros e falleras, Toni Montoliu.
  - Tema: la paella.
  - Squadra blu: Dario (caposquadra), Lorenzo, Mattia, Alida. Dario decide di mandare Rubina direttamente al Pressure Test.
  - Squadra rossa: Erica (caposquadra), Lucia, Maradona, Sylvie.
  - Piatto da preparare: paella valenciana e una paella creativa a propria scelta. Alida ed Erica vanno con Joe a fare la spesa per la paella creativa con €100 a disposizione, mentre gli altri rimangono ad ascoltare i consigli di Toni Montoliu.
  - Vincitori: squadra rossa. I giudici offrono a Dario la possibilità di scegliere di salvare un componente della propria squadra, ed egli sceglie se stesso.
- Pressure test
  - Sede: Valencia.
  - Sfidanti: Alida, Lorenzo, Mattia, Rubina.
  - Prova: lavorare nella cucina di un hotel per un servizio in camera cucinando ciò che i giudici ordinano al maître dalla suite.
  - Piatti da preparare: tapas di pesce, frutti di mare, prosciutto e uova, penne all'arrabbiata, tortilla di patate con cipolla caramellata, Caesar salad (si salvano Alida e Rubina): i giudici decideranno chi eliminare tra Lorenzo e Mattia una volta tornati nella cucina di MasterChef.
  - Eliminato: Mattia (l'eliminato è stato svelato nell'episodio successivo).

### Nona puntata
Data: giovedì 11 febbraio 2016

#### Episodio 17
Partecipanti: Alida, Dario, Erica, Lorenzo, Lucia, Maradona, Rubina, Sylvie.
- Mystery box
  - Tema: l'affetto.
  - Ingredienti: all'interno delle scatole c'è un tablet per ogni concorrente che contiene un video di un familiare o di una persona cara che comunica all'aspirante chef la ricetta da preparare; Erica preparerà dei cappelletti al ragù, Lucia del pesce al curry, Rubina un'impepata di cozze, Maradona il Kibbeh (un piatto libanese), Sylvie un Gateau nantais, Dario degli gnocchi di patate al nero di seppia con polipo, Alida una zuppa di pesce alla bouillabaisse e Lorenzo un capriolo con polenta e crauti. I concorrenti si recano quindi in dispensa a prendere gli ingredienti necessari per preparare i rispettivi piatti.
  - Piatti migliori: Capriolo in due consistenze (Lorenzo), L'India per sempre (Lucia), Le cozze in vacanza (Rubina).
  - Vincitore: Lucia.
- Invention test
  - Tema: lo street food.
  - Proposte: panini, spiedini e fritti in cartoccio, tipicamente serviti nei luoghi pubblici nelle varie regioni d'Italia. Tra i panini sono presenti: brezel con wurstel e crauti dal Trentino-Alto Adige, borlengo (impasto a base di farina, acqua e uova, detto "colla", farcito con una "cunza" di lardo, aglio e rosmarino) dell'Emilia-Romagna, panino con il lampredotto di Firenze, panino con la milza tipico di Palermo e infine, sempre dalla Sicilia, pane e panelle. Tra i fritti ci sono: frittura di pesce di paranza dell'Emilia-Romagna, baccalà fritto e supplì tipici di Roma e arancini di riso con ragù siciliani. Tra gli spiedini sono presenti: arrosticino abruzzese, bombette pugliesi (piccoli involtini di capocollo di maiale farciti) e stigghiola di Palermo (involucro di cipollotto avvolto nelle budella di agnello). Lucia ha il vantaggio di scegliere quale panino, quale fritto e quale spiedino dovranno cucinare lei e gli avversari e di assegnare uno street food in più da far cucinare ad altri due concorrenti, i quali non avranno tempo aggiuntivo rispetto agli altri. Lucia sceglie il borlengo, l'arancino al ragù e la bombetta e decide che i concorrenti che dovranno cucinare uno street food in più sono Alida ed Erica, che dovranno cucinare anche la stigghiola.
  - Cestino migliore: Maradona.
  - Cestini peggiori: Sylvie (cestino incompleto), Erica, Alida. Erica riceve il grembiule nero per scontrarsi con la squadra peggiore della prova in esterna al duello del Pressure Test.
  - Eliminata: Sylvie.

#### Episodio 18
Partecipanti: Alida, Dario, Lorenzo, Lucia, Maradona, Rubina.
- Prova in esterna
  - Sede: Venezia, Isola della Giudecca, Hotel Hilton Molino Stucky.
  - Ospiti: nove coppie di sposi in luna di miele.
  - Squadra blu: Lorenzo (caposquadra), Alida, Rubina.
  - Squadra rossa: Maradona (caposquadra), Dario, Lucia.
  - Piatti da preparare: Astice al vapore con frutto della passione, pomodorini canditi e caviale di melanzana, Spaghetti al nero di seppia, zucchine a julienne, Fondente di cioccolato con salsa a piacere (squadra rossa), Insalata di granseola con taccole e menta, Mormora in crosta di sale con fiori di zucca e salsa alla mediterranea, Panna cotta con salsa a piacere (squadra blu).
  - Vincitori: squadra rossa.
- Pressure test
  - Sfidanti: Alida, Lorenzo, Rubina.
  - Prova: la prova consiste in quattro round e per salvarsi bisogna vincerne almeno due. I concorrenti hanno tre minuti per prendere gli ingredienti necessari per tutta la prova; nel primo round bisogna cuocere un piatto in 20 minuti, nel secondo uno in 15 minuti, nel terzo uno in 10 minuti (si salva Lorenzo), nel quarto uno in 5 minuti (si salva Alida).
  - Sconfitta: Rubina.
- Duello
  - Sfidanti: Erica, Rubina
  - Prova: preparare quattro polpette di dimensioni differenti da far entrare in un apposito calibro usando gli ingredienti contenuti sotto un'altra cloche (si salva Erica).
  - Eliminata: Rubina.

### Decima puntata
Data: giovedì 18 febbraio 2016

#### Episodio 19
Partecipanti: Alida, Dario, Erica, Lorenzo, Lucia, Maradona.
- Mystery box
  - Tema: le ricette presenti nei film.
  - Proposte: davanti ad una fila di sei sedili da cinema, i concorrenti trovano sei scatole tra cui scegliere, contenenti la locandina di un film in cui appare o al quale è legata la ricetta che gli aspiranti chef devono cucinare. Lucia pesca Il postino (spaghetti con salsa di pomodoro e carciofi), Maradona Harry, ti presento Sally... (torta di mele con panna montata), Lorenzo Kill Bill (sushi), Dario Il gladiatore (zuppa di farro), Erica Il pranzo di Babette (quaglia en sarcophage), Alida Mine vaganti (ciceri e tria).
  - Piatti migliori: Lorenzo, Lucia, Erica.
  - Vincitore: Erica.
- Invention test
  - Tema: rari ingredienti dal mare.
  - Proposte: malandra di polpo, lattume di tonno, percebes (crostacei tipici della Galizia). Erica sceglie questi ultimi e ha la possibilità di ascoltare i consigli direttamente da tre pescatori esperti di questi prodotti.
  - Piatto migliore: Insalata di mare (Alida).
  - Piatti peggiori: Coco loco (Erica), Raviolo aperto con gamberi rossi e percebes, melanzane e pomodoro (Dario), Percebes nell'orto (Lorenzo).
  - Eliminato: Dario (Alida, vincitrice della prova, ha il vantaggio di scegliere chi tra i peggiori mandare direttamente al duello e sceglie Lorenzo).

#### Episodio 20
Partecipanti: Alida, Erica, Lucia, Maradona
- Prova in esterna
  - Sede: Portovenere.
  - Ospite: Enzo Vizzari.
  - Piatti realizzati: Batti batti in due cotture su un battuto di olive, capperi, pomodori secchi e fiore di zucca ripieno di mitili (Lucia), Sogliola con ripieno di patate, carote, capperi e pomodori, insalata di radicchio e salsa di fico (Maradona), Gallinella su polenta di erbe aromatiche, pomodorini e pinoli (Erica), Rollé di coniglio su emulsione di capperi con germogli, olive e pomodorini confit (Alida). Tutti i piatti sono stati preparati con gli ingredienti assegnati da Alida agli altri concorrenti.
  - Vincitore: Alida.
- Pressure test
  - Sfidanti: Erica, Lucia, Maradona.
  - Prova: cucinare un filetto di pesce San Pietro con scarola liquida e salsa alle vongole con Antonino Cannavacciuolo, replicando passo per passo in tempo reale le azioni dello chef (si salvano Erica e Maradona).
  - Sconfitta: Lucia.
- Duello
  - Sfidanti: Lorenzo, Lucia.
  - Prova: cucinare un piatto con cinque ingredienti scelti dall'avversario tra sedano rapa, carré di cervo, spugnole disidratate, moscardini, prosciutto d'oca, robiola di Roccaverano, Moscato dolce, indivia belga, pompelmo rosa, fregola (si salva Lorenzo).
  - Eliminata: Lucia.

### Undicesima puntata
Data: giovedì 25 febbraio 2016

#### Episodio 21
Partecipanti: Alida, Erica, Lorenzo, Maradona.
- Mystery box
  - Ingredienti: sotto una gigantesca Mystery Box si trovano quattro ex concorrenti di MasterChef: Alberto Naponi e Rachida Karrati (terza edizione), Ivan Iurato (seconda edizione) e Paolo Armando (quarta edizione). La prova consiste nel cucinare un piatto in totale libertà ma a una sola condizione: saranno gli ex concorrenti a fare la spesa, i quali sceglieranno 10 ingredienti che dovranno essere tutti utilizzati. Alberto farà la spesa per Lorenzo, Rachida per Maradona, Ivan per Alida e Paolo per Erica.
  - Piatti migliori: Seppia ripiena (Alida e Ivan), Ravioli di mare (Erica e Paolo), Cous cous marocchino con finezza libanese (Maradona e Rachida).
  - Vincitore: Alida.
- Invention test
  - Tema: il folklore.
  - Proposte: agnello, gamberi, maiale. Nella quarta cloche ci sono tre bandierine, di altrettante nazioni: Cina, India e Perù. Il vantaggio di Alida consiste nello scegliere l'ingrediente principale e il tipo di cucina con cui prepararlo. Il secondo vantaggio sarà quello di scegliere un compagno al quale affidare lo stesso ingrediente e la stessa cucina e con cui combattere ad armi pari, per poi affidare agli altri due colleghi i due ingredienti e le due cucine rimanenti. Alida sceglie il maiale e decide di cucinarlo in stile cinese e decide che Maradona cucinerà agnello alla peruviana, Lorenzo gamberi all'indiana ed Erica anch'essa maiale alla cinese.
  - Piatto migliore: Stufato d'agnello alla papaya (Maradona).
  - Piatto peggiore: Maiale orientale (Erica). Erica non viene eliminata, ma dovrà affrontare il duello con il peggiore del Pressure Test.

#### Episodio 22
Partecipanti: Alida, Lorenzo, Maradona
- Prova in esterna
  - Sede: Roma, Hotel Rome Cavalieri, Ristorante "La Pergola".
  - Ospite: Heinz Beck.
  - Piatti realizzati: Fiore di zucca in pastella su fondo di crostacei e zafferano con caviale (Alida), Fagottelli "La Pergola" (Maradona), Vitello S.P.Q.R (Lorenzo).
  - Vincitore: Lorenzo.
- Pressure test
  - Sfidanti: Alida, Maradona.
  - Prima prova: riconoscere il maggior numero possibile di funghi tra otto varietà presenti. La sfida finisce in parità, quindi viene proposta una sfida di spareggio: indovinare quanto pesa un porcino (vince Maradona).
  - Seconda prova: cucinare un taglio di carne (a scelta tra trippa di baccalà, foie gras, filetto di maiale e rognone di vitello) con un tipo di fungo. Maradona ha il vantaggio di scegliere il suo abbinamento, ovvero foie gras e finferli, e quello di Alida, ovvero rognone e funghi enoki (si salva Alida).
  - Sconfitto: Maradona.
- Duello
  - Sfidanti: Erica, Maradona.
  - Prova: cucinare un piatto con la tecnica della vasocottura usando gli ingredienti a disposizione (si salva Erica).
  - Eliminato: Maradona.

### Dodicesima puntata
Data: giovedì 3 marzo 2016

#### Episodio 23 (Semifinale)
Partecipanti: Alida, Erica, Lorenzo
- Mystery Box
  - Tema: l'inizio del proprio percorso a MasterChef.
  - Ingredienti: dopo aver visionato il video della loro prima selezione a MasterChef, i concorrenti devono cucinare un piatto con gli stessi ingredienti del piatto che li ha fatti entrare.
  - Piatti realizzati: Baccalà in doppia cottura (Alida), Cappelletti della mia terra invertiti (Erica), Due cotture d'anatra con crema alla curcuma (Lorenzo).
  - Vincitore: Erica.
- Invention Test
  - Tema: l'alta cucina femminile.
  - Ospiti: Iside De Cesare, Antonia Klugmann, Marianna Vitale.
  - Proposte: Trota in olio cottura alle erbe e salsa di cetriolo (Iside De Cesare), Animelle di vitello al latte e limone candito (Antonia Klugmann), Minestra di mare con frutta e verdura di stagione (Marianna Vitale). Erica sceglie per se stessa il piatto della chef Klugmann, per Alida il piatto della chef De Cesare e per Lorenzo il piatto della chef Vitale.
  - Vincitore: Erica.
  - Eliminato: Lorenzo.

#### Episodio 24 (Finale)
Partecipanti: Alida, Erica.
- Ristorante di Masterchef
  - Menù degustazione Equilibrio e sinestesie di Alida: Gnocco di seppia al coriandolo e lime, Ricciola affumicata, Risotto al rognone, Baccalà in olio cottura, Terra al cioccolato, Infuso tiepido frizzante.
  - Menù degustazione Niente è facile ma nulla è impossibile di Erica: Cocktail di scampi, Bis di capasanta, È nato prima l'uovo o la gallina?, Risotto con sentore di limone, Spigola con pelle croccante, Tortino di cioccolato.
- Vincitrice della quinta edizione di Masterchef Italia: Erica Liverani.

## Ascolti
| Puntata    | Episodio | Sky Uno          | Sky Uno        | Sky Uno | Totale telespettatori nei sette giorni Sky Uno |
| Puntata    | Episodio | Messa in onda    | Telespettatori | Share   | Totale telespettatori nei sette giorni Sky Uno |
| ---------- | -------- | ---------------- | -------------- | ------- | ---------------------------------------------- |
| 1-Provini  | 1        | 17 dicembre 2015 | 1 035 709      | 3,95%   | N.D.                                           |
| 1-Provini  | 2        | 17 dicembre 2015 | 1 035 709      | 4,08%   | N.D.                                           |
| 2          | 3        | 24 dicembre 2015 | 768 896        | 2,40%   | 1 067 297                                      |
| 2          | 4        | 24 dicembre 2015 | 699 436        | 2,40%   | 1 336 486                                      |
| 3          | 5        | 31 dicembre 2015 | 1 179 000      | N.D.    | N.D.                                           |
| 3          | 6        | 31 dicembre 2015 | 1 179 000      | N.D.    | N.D.                                           |
| 4          | 7        | 7 gennaio 2016   | 904 652        | 3,37%   | N.D.                                           |
| 4          | 8        | 7 gennaio 2016   | 904 652        | 3,37%   | N.D.                                           |
| 5          | 9        | 14 gennaio 2016  | 1 296 000      | 3,86%   | 2 345 000                                      |
| 5          | 10       | 14 gennaio 2016  | 1 250 000      | 4,22%   | 2 345 000                                      |
| 6          | 11       | 21 gennaio 2016  | 1 401 030      | 4,48%   | 2 580 000                                      |
| 6          | 12       | 21 gennaio 2016  | 1 360 341      | 4,48%   | 2 580 000                                      |
| 7          | 13       | 28 gennaio 2016  | 1 392 000      | 4,18%   | 2 443 020                                      |
| 7          | 14       | 28 gennaio 2016  | 1 293 000      | 4,59%   | 2 443 020                                      |
| 8          | 15       | 4 febbraio 2016  | 1 371 000      | 4,22%   | 2 460 436                                      |
| 8          | 16       | 4 febbraio 2016  | 1 330 000      | 4,66%   | 2 460 436                                      |
| 9          | 17       | 11 febbraio 2016 | 1 058 000      | 3,59%   | 2 349 641                                      |
| 9          | 18       | 11 febbraio 2016 | 1 001 000      | 3,97%   | 2 349 641                                      |
| 10         | 19       | 18 febbraio 2016 | 1 464 396      | 4,40%   | N.D.                                           |
| 10         | 20       | 18 febbraio 2016 | 1 368 278      | 5,02%   | N.D.                                           |
| Semifinale | 21       | 25 febbraio 2016 | 1 235 000      | 4,45%   | 2 417 697                                      |
| Semifinale | 22       | 25 febbraio 2016 | 1 213 000      | 5,09%   | 2 417 697                                      |
| Finale     | 23       | 3 marzo 2016     | 1 452 000      | 5,20%   | 2 346 781                                      |
| Finale     | 24       | 3 marzo 2016     | 1 398 000      | 5,81%   | 2 346 781                                      |